# Heinrich Carl Sölling

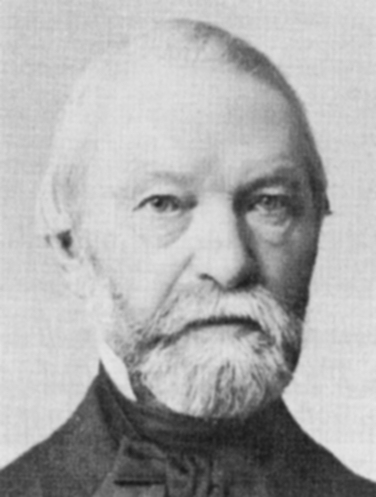
Heinrich Carl Sölling

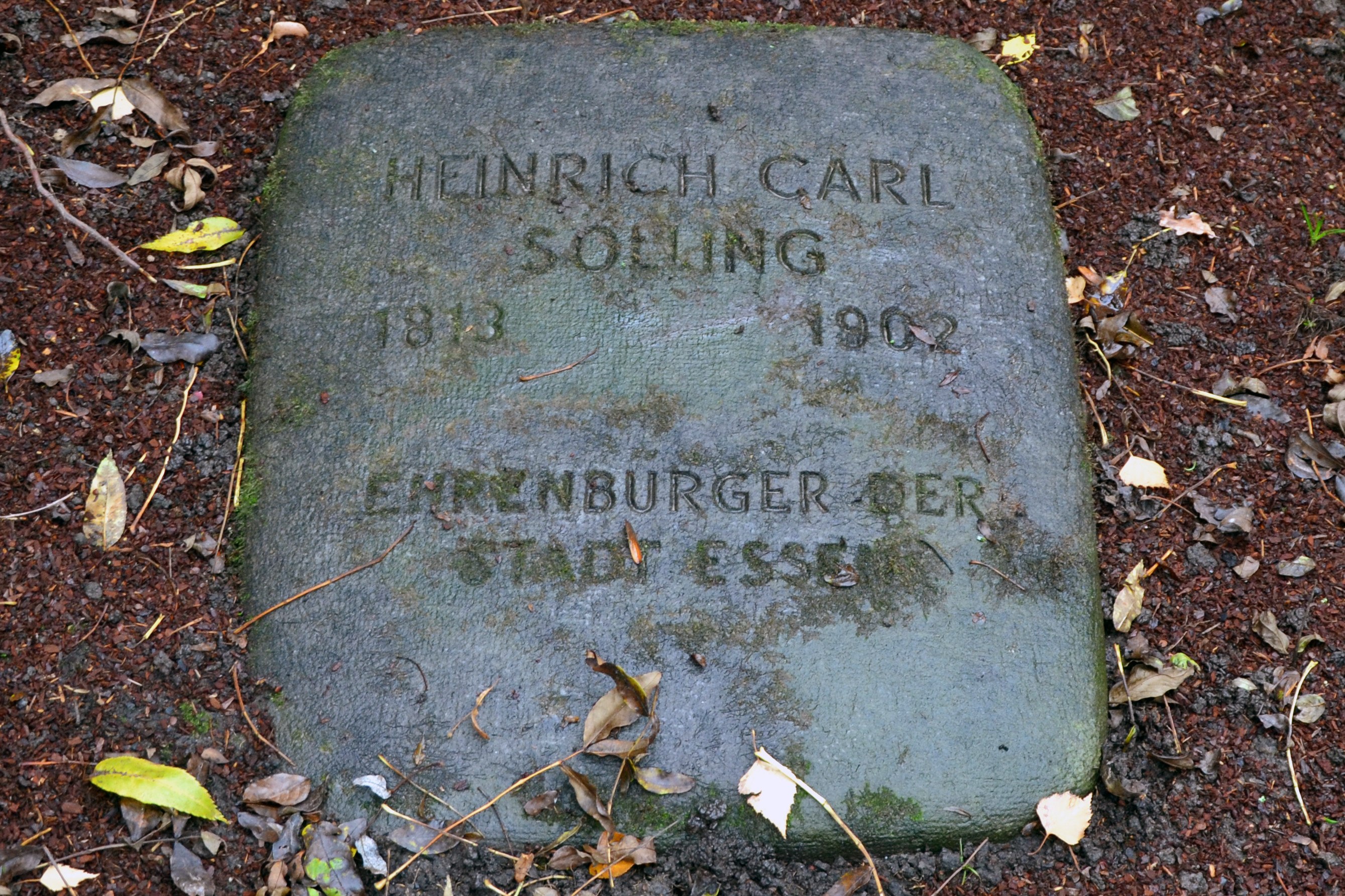
Ehrengrab auf dem Ostfriedhof

Heinrich Carl Sölling (* 1. Juni 1813 in Essen; † 27. August 1902 ebenda) war ein deutscher Kaufmann, Stadtverordneter, Mäzen und Ehrenbürger der Stadt Essen.

## Leben und Wirken
Heinrich Carl Sölling war Nachkomme einer alteingesessenen Kaufmannsfamilie und blieb unverheiratet. Nach einer Schulausbildung übte er eine kaufmännische Tätigkeit aus, wobei er zeitweise in Rotterdam lebte und in den Niederlanden Reisen unternahm. Zudem unterstützte er seinen Schwager und Kompagnon Carl Heinrich Sölling, um die Essener Zweigstelle der Firma Arnold Theodor Sölling & Co. nach vorn zu bringen. Später war Heinrich Carl Sölling Mitinhaber der Firma Theodor & Carl Sölling.
Heinrich Carl Sölling war langjähriges Mitglied der Essener Handelskammer. In den Jahren 1855 bis 1860 und 1863 bis 1870 war er Stadtverordneter der Stadt Essen sowie von 1855 bis 1865 Mitglied der Hospitalverwaltung. Außerdem war Sölling Repräsentant der evangelischen Gemeinde.
Mit seinen Schenkungen und Stiftungen förderte Sölling neben städtischen Unterrichtsanstalten insbesondere die Huyssens-Stiftung mit 75.000 Mark und die Martin-Wilhelm-Waldthausen-Stiftung mit 100.000 Mark. Letztere wurde 1993 mit anderen zur Stiftung für Freibetten zusammengelegt.
Sölling lebte an der Kettwiger Straße in dem Haus, das einst die Lichtensteinische Kurie, also ein Wohnhaus der Essener Stiftsdamen gewesen war. Friedrich Grillo ließ es zu seinem Wohnhaus umbauen, später war die Städtische Galerie darin, bevor Sölling dort einzog.
Sölling erhielt den Roten Adlerorden vierter Klasse. Im Alter von knapp 88 Jahren, am 19. April 1901, wurde er, aufgrund seiner Arbeiten und Tätigkeiten zur Wohlfahrtspflege und zum Gemeinwohl, zum Ehrenbürger der Stadt Essen ernannt, womit auch seiner Familie die Dankbarkeit der Stadt für jahrzehntelange Wohltaten erwiesen wurde.
Nach Einäscherung in Berlin wurde die Urne Söllings zunächst auf dem Friedhof am Kettwiger Tor beigesetzt. Nach dessen Schließung 1955 wurde die Gruft auf den Ostfriedhof Essen verlegt und ist heute eines von rund 40 Ehrengräbern der Stadt Essen. Nach Heinrich Carl Sölling ist 1895 die Söllingstraße im Essener Ostviertel benannt.